# Gramática da língua norueguesa

## Gramática

### Substantivos
Os substantivos noruegueses são  flexionadosa para número gramatical (singular / plural) e para definitividade (indefinido / definido).em alguns dialetos, os substantivos definidos também são flexionados para o caso dativo.
Os substantivos noruegueses pertencem a três classes (gêneros): masculino, feminino e neutro. Todos os substantivos femininos podem opcionalmente ser flexionados usando a morfologia da classe masculina em Bokmål devido à sua herança dinamarquesa. em comparação, o uso de todos os três gênero (incluindo o feminino) é obrigatório em Nynorsk.
Todos os dialetos noruegueses mantêm tradicionalmente todos os três gêneros gramaticais da língua nórdica antiga. As únicas exceções são o dialeto de Bergen e alguns socioleto de classe alta em Oslo ocidental]] que perderam completamente o sexo feminino.
|            | Singular    | Singular     | Plural   | Plural      |
| Indefinido | Definido    | Indefinido   | Definido |             |
| ---------- | ----------- | ------------ | -------- | ----------- |
| masculino  | en båt      | båten        | båter    | båtene      |
| masculino  | um barco    | o barco      | barcos   | os barcos   |
| feminino   | ei/en jente | jenta/jenten | jenter   | jentene     |
| feminino   | uma menina  | a menina     | meninas  | as meninas  |
| neutro     | et hus      | huset        | hus      | husa/husene |
| neutro     | uma casa    | a casa       | casas    | as casas    |

Norueguês e outras línguas germânicas setentrionais (escandinavos) usam um sufixo para indicar definitividade de um substantivo, diferente do inglês, que tem um artigo separado  o  para indicar o mesmo.
Em geral, quase todos os substantivos em Bokmål seguem esses padrões (like the words em the exemplos above):
|            | Singular | Singular   | Plural   | Plural  |
| Indefinido | Definido | Indefinido | Definido |         |
| ---------- | -------- | ---------- | -------- | ------- |
| masculino  | en       | -en        | -er      | -ene    |
| feminino   | ei/en    | -a/-en     | -er      | -ene    |
| neutro     | et       | -et        | -/-er    | -a/-ene |

Por outro lado, quase todos os substantivos em Nynorsk seguem esses padrões  (o sistema de gênero de substantivo tem mais pronomes do que em Bokmål):
|            | Singular | Singular   | Plural   | Plural |
| Indefinido | Definido | Indefinido | Definido |        |
| ---------- | -------- | ---------- | -------- | ------ |
| masculino  | ein      | -en        | -ar      | -ane   |
| feminino   | ei       | -a         | -er      | -ene   |
| neutro     | eit      | -et        | -        | -a     |

|            | Singular   | Singular   | Plural   | Plural     |
| Indefinido | Definido   | Indefinido | Definido |            |
| ---------- | ---------- | ---------- | -------- | ---------- |
| masculino  | ein båt    | båten      | båtar    | båtane     |
| masculino  | um barco   | o barco    | barcos   | os barcos  |
| feminino   | ei jente   | jenta      | jenter   | jentene    |
| feminino   | uma menina | a menina   | meninas  | as meninas |
| neutro     | eit hus    | huset      | hus      | husa       |
| neutro     | uma casa   | a casa     | casas    | as casas   |

Os substantivos femininos não podem ser flexionados usando a morfologia da classe substantivo masculino em Nynorsk, diferentemente de Bokmål. Ou seja, todos os substantivos femininos em Nynorsk devem seguir o padrão de inflexão prescrito acima.
Em geral, não há como inferir qual gênero gramatical um substantivo específico tem, mas existem alguns padrões de substantivos pelos quais o gênero pode ser inferido. Por exemplo, todos os substantivos terminados em -nad serão masculinos em Bokmål e Nynorsk (por exemplo, o substantivo jobbsøknad, que significa solicitação de emprego). A maioria dos substantivos terminados em -ing será feminina, como o substantivo  forventning  (expectativa).
Existem alguns substantivos irregulares comuns, muitos dos quais são irregulares em Bokmål e Nynorsk, como os seguintes:
|                          | Singular   | Singular | Plural     | Plural   |
|                          | Indefinido | Definido | Indefinido | Definido |
| ------------------------ | ---------- | -------- | ---------- | -------- |
| Bokmål:                  | en fot     | foten    | føtter     | føttene  |
| Nynorsk:                 | ein fot    | foten    | føter      | føtene   |
| Inglês: (irreg. similar) | a foot     | the foot | feet       | the feet |

Em Nynorsk, embora a palavra irregular fot  seja masculina, ela é flexionada como uma palavra feminina no plural. Outra palavra com a mesma inflexão irregular é søner- son (filho - filhos).
Em Nynorsk, os substantivos que terminam em -ing geralmente têm inflexões no plural masculino, como a palavra  dronning  na tabela a seguir. Mas eles são tratados como femininos substantivos em todos os sentidos. 
| Gênero                                                              | Substantivos com final -ing | Substantivos com final -ing | Substantivos com final -ing | Substantivos com final -ing | Português  |
| ------------------------------------------------------------------- | --------------------------- | --------------------------- | --------------------------- | --------------------------- | ---------- |
| feminino                                                            | ei dronning                 | dronninga                   | dronningar                  | dronningane                 | rainha     |
| Plurais com trema] (essas irregularidades também existem em Bokmål) |                             |                             |                             |                             |            |
| feminino                                                            | ei bok                      | boka                        | bøker                       | bøkene                      | livro      |
| feminino                                                            | ei hand                     | handa                       | hender                      | hendene                     | mão        |
| feminino                                                            | ei stong                    | stonga                      | stenger                     | stengene                    | vara       |
| feminino                                                            | ei tå                       | tåa                         | tær                         | tærne                       | dedo do pé |
| Plurais sem fim (essas irregularidades também existem em Bokmål)    |                             |                             |                             |                             |            |
| masculino                                                           | ein ting                    | tingen                      | ting                        | tinga                       | coisa      |

#### Genitivo em substantivos
Em geral, o caso genitivo desapareceu no norueguês moderno e há apenas alguns remanescentes em certas expressões: til fjells (para as montanhas), til sjø  (para o mar) Para mostrar propriedade, existe um enclitico -s semelhante ao inglês - '' 's' '; Sondres flotte bil (bom carro de Sondre, Sondre sendo um nome pessoal). Existem também pronomes possessivos reflexivos, sin,  si ,  sitt , sine; "Det er Sondre sitt" (é de Sondre). No Bokmål e no moderno Nynorsk, geralmente há uma mistura de ambos para marcar a posse, embora seja mais comum em Nynorsk usar os pronomes reflexivos; Em Nynorsk, o uso dos pronomes possessivos reflexivos é geralmente incentivado a evitar misturar os encliticos -s com os remanescentes históricos de casos gramaticais da língua. Os pronomes reflexivos concordam em gênero e número com o substantivo.
O enclítico -s em norueguês evoluiu como uma expressão abreviada para os pronomes possessivos sin, si, sitt e sine. 
| Norueguês com pronome)      | Norueguês (com enclítico's) | Português                   |
| --------------------------- | --------------------------- | --------------------------- |
| Jenta sin bil               | Jentas bil                  | o carro da menina           |
| Mannen si kone              | Mannens kone                | a esposa do homem           |
| Gutten sitt leketøy         | Guttens leketøy             | o brinquedo do menino       |
| Kona sine barn              | Konas barn                  | a criança da mulher         |
| Det er statsministeren sitt | Det er statsministerens     | isso é do primeiro ministro |

### Adjetivos
Os adjetivos Norueguês, como os do sueco e do [[língua dinamarquesa|dinamarquês],[ flexionam para definitividade, gênero, número, e comparação (afirmativo / comparativo / superlativo). A inflexão para definitividade segue dois paradigmas, chamados "fraco" e "forte", característica compartilhada entre as línguas germânicas.
A tabela a seguir resume a inflexão de adjetivos em Norueguês. A inflexão afirmativa indefinida pode variar entre adjetivos, mas em geral o paradigma ilustrado abaixo é o mais comum.
|            | Definido    | Definido    | Definido   | Indefinido | Indefinido | Indefinido | Indefinido  | Indefinido  | Indefinido |
| Afirmativo | Comparativo | Superlativo | Afirmativo | Afirmativo | Afirmativo | Afirmativo | Comparativo | Superlativo |            |
| Afirmativo | Comparativo | Superlativo | Masculino  | Feminino   | Neutro     | Plural     | Comparativo | Superlativo |            |
| ---------- | ----------- | ----------- | ---------- | ---------- | ---------- | ---------- | ----------- | ----------- | ---------- |
| Bokmål     | -e          | -ere        | -este      | -          | -          | -t         | -e          | -ere        | -est       |
| Nynorsk    | -e          | -are        | -aste      | -          | -          | -t         | -e          | -are        | -ast       |

Adjetivos de predicado seguem apenas a tabela de inflexão indefinida. Ao contrário de adjetivos atribuídos, esses não são flexionados para definitividade. 
|            | Definido    | Definido    | Definido     | Indefinido      | Indefinido      | Indefinido | Indefinido  | Indefinido  | Indefinido |
| Afirmativo | Comparativo | Superlativo | Afirmativo   | Afirmativo      | Afirmativo      | Afirmativo | Comparativo | Superlativo |            |
| Afirmativo | Comparativo | Superlativo | Masculino    | Feminino        | Neutro          | Plural     | Comparativo | Superlativo |            |
| ---------- | ----------- | ----------- | ------------ | --------------- | --------------- | ---------- | ----------- | ----------- | ---------- |
| Bokmål     | verde       | mais verde  | o mais verde | grønn           | grønn           | grønt      | grønne      | grønnere    | grønnest   |
| Bokmål     | pene        | penere      | peneste      | pen             | pen             | pent       | pene        | penere      | penest     |
| Bokmål     | stjålne     | -           | -            | stjålet/stjålen | stjålet/stjålen | stjålet    | stjålne     | -           | -          |
| Nynorsk    | grøne       | grønare     | grønaste     | grøn            | grøn            | grønt      | grøne       | grønare     | grønast    |
| Nynorsk    | pene        | penare      | penaste      | pen             | pen             | pent       | pene        | penare      | penast     |
| Nynorsk    | stolne      | -           | -            | stolen          | stolen          | stole      | stolne      | -           | -          |
| Português  | green       | greener     | greenest     | verde           | verde           | verde      | verde       | greener     | greenest   |
| Português  | pretty      | prettier    | prettiest    | bonito          | bonito          | bonito     | bonito      | prettier    | prettiest  |
| Português  | stolen      | -           | -            | roubado         | roubado         | roubado    | roubado     | -           | -          |

Na maioria dos dialetos, alguns particípios verbais usados como adjetivos têm uma forma separada nos usos definido e plural,  e às vezes também no singular masculino-feminino. Em alguns dialetos do sudoeste, o adjetivo definido também é declinado em gênero e número, com uma forma para feminino e plural e uma forma para masculino e neutro.

#### Adjetivo atributivo

##### Inflexão definida
Em norueguês, um substantivo definido tem um artigo definido com sufixo (cf. acima) comparado ao inglês, que em geral usa a palavra separada  the  para indicar o mesmo. No entanto, quando um substantivo definido é precedido por um adjetivo, o adjetivo também recebe uma inflexão definida, mostrada na tabela de inflexões acima. Há também outro marcador definido  den  que deve concordar em gênero com o substantivo quando o substantivo definido é acompanhado por um adjetivo. Ele vem antes do adjetivo e tem as seguintes formas
| Masculino | Feminino | Neutro | Plural |
| --------- | -------- | ------ | ------ |
| Den       | Den      | Det    | De     |

Exemplos de inflexão afirmativa definida de adjetivos (Bokmål):
- Den stjålne bilen (O carro roubado)
- Den pene jenta (A menina bpnita)
- Det grønne eplet (A maçã verde)
- De stjålne bilene (Os carros stolen)

Se o adjetivo for descartado completamente, o significado do artigo anterior antes do substantivo muda, conforme mostrado neste exemplo.
Exemplos (Bokmål):
- Den bilen (aquele carro)
- Den jenta (aquela menina)
- Det eplet (aquela maçã)
- De bilene (aqueles carros)

Exemplos of definido comparative and superlative inflection of adjectives (Bokmål):
- Det grønnere eplet (a maçã mais verder)
- Det grønneste eplet (a maçã mais verde (de todas))

Definitividade também é sinalizada usando pronomes possessivos ou qualquer uso de um substantivo em sua forma genitiva em Nynorsk ou Bokmål: mitt grønne hus ("minha casa verde"),  min grønne bil  ("meu carro Definitividade também é sinalizada usando pronomes possessivos ou qualquer uso de um substantivo em sua forma genitiva em Nynorsk ou Bokmål:  mitt grønne hus  ("minha casa verde"),  min grønne bil  ("meu carro verde"),  mitt tilbaketrukne tannkjøtt  (" minhas gengivas arrancadas "),  presidentens gamle hus  (" a antiga casa do presidente " ").

##### Inflexão Indefinida
Exemplos (Bokmål):
- En grønn bil (A green carro)
- Ei pen jente (A bela menina)
- Et grønt eple (A verde maçã)
- Flere grønne biler (Muitos verdes carros)

Exemplos of comparative and superlative inflections em Bokmål: "en grønnere bil" (a greener car), "grønnest bil" (greenest car).

#### Adjetivo predicativo
Também há concordância predicativa dos adjetivos em todos os dialetos do norueguês e nas línguas escritas, ao contrário de línguas relacionadas como alemão e holandês. Esta característica do concordância no predicativo é compartilhada entre as línguas escandinavas. Adjetivos predicativos não flexionam para definitividade ao contrário dos adjetivos atribuidos.
Isso significa que os substantivos terão que concordar com o adjetivo quando houver um verbo de ligação envolvido, como em Bokmål: «være» (ser), «bli» (tornar-se), «ser ut »(parece),« kjennes »(sentir-se como) etc. 
|           | Norueguês (bokmål)   | Português                 |
| --------- | -------------------- | ------------------------- |
| Masculino | Bilen var grønn      | ThO carro era verde       |
| Feminino  | Døra er grønn        | A porta é verde           |
| Neutro    | Flagget er grønt     | A bandeira é verde        |
| Plural    | Blåbærene blir store | Os mirtilos serão grandes |

### Verbos
Os verbos norueguêses não são conjugados para essoa gramatical nem para número gramaticalnem ao contrário dda maioria das  línguas européias, embora alguns dialetos  sejam conjugados por número. Os verbos noruegueses são conjugados principalmente de acordo com três modos, indicativo, imperativo e subjuntivo, embora o subjuntivo tenha caído amplamente fora de uso e é encontrado principalmente em algumas expressions. O imperativo é formado pela remoção da última vogal da forma do verbo infinitivo, assim como nas outras línguas escandinavas.
Os verbos indicativos são conjugados para ao tempos presente / passado / futuro]. O presente e o passado também têm uma passiva para o infinitivo.
Existem quatro formas de verbo não finito: [infinitiva, passiva infinitivo e os dois particípios: perfeito / particípio passado e imperfeito / particípio presente.
Os particípios são adjetivos verbais. O particípio imperfeito não é declinado, enquanto o particípio perfeito é declinado para gênero (embora não em Bokmål) e número como adjetivos fortes e afirmativos. A forma definida do particípio é idêntica à forma plural.
Como em outras línguas germânicas, os verbos noruegueses podem ser divididos em duas classes de conjugação; fracod e fortes.
|                 | Finitas         | Finitas                     | Finitas         | Finitas              | Infinitiivas                    | Infinitiivas                    | Infinitiivas                    | Infinitiivas                    | Infinitiivas                    | Infinitiivas |
| Modo indicativo | Modo indicativo | rowspan="3" Modo subjuntivo | Modo imperativo | Substantivos verbais | Adjetivos verbais (Particípios) | Adjetivos verbais (Particípios) | Adjetivos verbais (Particípios) | Adjetivos verbais (Particípios) | Adjetivos verbais (Particípios) |              |
| Presente        | Passado         | Infinitivo                  | Modo imperativo | Imperfeito           | Perfeito                        | Perfeito                        | Perfeito                        | Perfeito                        |                                 |              |
| Presente        | Passado         | Infinitivo                  | Modo imperativo | Imperfeito           | Masculino                       | Feminino                        | Neutro                          | Plural/Def                      |                                 |              |
| --------------- | --------------- | --------------------------- | --------------- | -------------------- | ------------------------------- | ------------------------------- | ------------------------------- | ------------------------------- | ------------------------------- | ------------ |
| Voz ativa       | lever           | levde                       | leve            | lev                  | leva                            | levande                         | levd                            | levd                            | levt                            | levde        |
| Voz ativa       | finn            | fann                        |                 | finn                 | finna                           | (har) funne                     | funnen                          | funnen                          | funne                           | funne        |
| Voz passiva     | levest          | levdest                     |                 |                      | levast                          |                                 |                                 |                                 |                                 |              |
| Voz passiva     | finst           | fanst                       |                 |                      | finnast                         | (har) funnest                   |                                 |                                 |                                 |              |

| Voz ativa   | lever        | levde/ levet | leve | lev  | leve   | levende      | levd   | levde/ levet |
| Voz ativa   | finner       | fant         |      | finn | finne  | (har) funnet | funnet | funne        |
| Voz passiva | leves        | levdes       |      |      | leves  |              |        |              |
| Voz passiva | fins/ finnes | fantes       |      |      | finnes | (har funnes) |        |              |

#### Verbos ergativos
Há verbos ergativos em Bokmål e em Nynorsk, onde há dois padrões de conjugação diferentes, dependendo do verbo ter um objeto ou não, em Bokmål, existem apenas duas conjugações diferentes para o pretérito para os verbos fortes, enquanto Nynorsk tem conjugações diferentes para todos os tempos, como o sueco e a maioria dos dialetos noruegueses. Alguns verbos fracos também são ergativos e diferenciados para todos os tempos, tanto em Bokmål quanto em Nynorsk, como "ligge" / "legge", que significma ambos deitar, mas "ligge" não pega um objeto enquanto "legge" exige um objeto. «Legge» corresponde ao verbo em inglês «lay», enquanto «ligge» corresponde ao verbo em inglês «lie». No entanto, existem muitos verbos que não têm essa tradução direta para verbos em inglês.
| Norueguês Bokmål   | Português            |
| ------------------ | -------------------- |
| Nøtta knakk        | A noz quebrada       |
| Jeg knekte nøtta   | Eu quebrei a noz     |
| Jeg ligger         | Eu estou me deitando |
| Jeg legger det ned | Eu o deitei          |

### Pronomes
Os pronomes pessoais noruegueses são declinados de acordo com caso gramatica]: Nominstivo e Acusativo. Como ocorre em inglês, os pronomes em Bokmål e Nynorsk são a única classe que tem declinação de caso. Alguns dos dialetos que preservaram o caso dativo em substantivos também têm um caso dativo em vez do acusativo em pronomes pessoais, enquanto outros têm em pronomes acusativos e dativo em substantivos, efetivamente dando a esses dialetos três distintos casos.
Na gramática norueguesa mais abrangente, [Norsk referansegrammatikk, a categorização de pronomes pessoais por pessoa gramatical,  gênero e número] não é considerada como inflexão. Pronomes são uma classe fechada.
| Sujeito                               | Objeto                                            | Possessivo                 |
| ------------------------------------- | ------------------------------------------------- | -------------------------- |
| jeg (eu)                              | meg (me, mim)                                     | min, mi, mitt (meu, minha) |
| du (tu)                               | deg (te. ti)                                      | din, di, ditt (teu, tua)   |
| han (ele) hun (ela) det, den (neutro) | ham/han (o, a) henne (seu, sua) det, den (neutro) | hans (dele) hennes (dela)  |
| vi (nós)                              | oss (nos)                                         | vår, vårt (nosso, nossa)   |
| dere (vós, vocês)                     | dere (vós, vocês)                                 | deres (vós, vocês          |
| de (eles.elas)                        | dem (os, as)                                      | deres (deles, delas)       |

| Sujeito                                    | Objeto                                                    | Possessivo                    |
| ------------------------------------------ | --------------------------------------------------------- | ----------------------------- |
| eg (Eu)                                    | meg (meu)                                                 | min, mi, mitt (meu, minha)    |
| du (tu)                                    | deg (você)                                                | din, di, ditt (te, ti)        |
| han (ele/ela) ho (ela/neutro) det (neutro) | han (o, neutro) henne/ho (dela, neutro) det (ela, neutro) | hans (dele) hennar (dela)     |
| vi/me (nós)                                | oss (nos)                                                 | vår, vårt (nosso, nossa)      |
| de/dokker (eles, elas, vocês)              | dykk/dokker (Vocês, eles, elas)                           | dykkar/dokkar (seu, de vocês) |
| dei (eles)                                 | dei (se, lhes)                                            | deira deles, delas)           |

As palavras para «o meu (a minha)», «o teu (a tua)» etc. dependem do gênero do substantivo que descreve. Assim como os adjetivos, eles têm que concordar em gênero com o substantivo.
Bokmål tem dois conjuntos de pronomes da 3ª pessoa. Han e Hun referem-se a indivíduos masculinos e femininos, respectivamente, den e det referem-se a substantivos impessoais ou inanimados, de gênero masculino / feminino ou gênero neutro, respectivamente. Por outro lado, Nynorsk e a maioria dos dialetos usam o mesmo conjunto de pronomes han (ele), ho (ela) e det (it) para referências pessoais e impessoais, assim como em [ [Língua alemã| alemão]][7]
|            | Definido    | Definido    | Definido   | Indefinido | Indefinido | Indefinido | Indefinido  | Indefinido  | Indefinido |
| Afirmativo | Comparativo | Superlativo | Afirmativo | Afirmativo | Afirmativo | Afirmativo | Comparativo | Superlativo |            |
| Afirmativo | Comparativo | Superlativo | Masculino  | Feminino   | Neutro     | Plural     | Comparativo | Superlativo |            |
| ---------- | ----------- | ----------- | ---------- | ---------- | ---------- | ---------- | ----------- | ----------- | ---------- |
| Bokmål     | -e          | -ere        | -este      | -          | -          | -t         | -e          | -ere        | -est       |
| Nynorsk    | -e          | -are        | -aste      | -          | -          | -t         | -e          | -are        | -ast       |

Adjetivos de predicado seguem apenas a tabela de inflexão indefinida. Ao contrário de adjetivos atribuídos, esses não são flexionados para definitividade. 
|            | Definido    | Definido    | Definido     | Indefinido      | Indefinido      | Indefinido | Indefinido  | Indefinido  | Indefinido |
| Afirmativo | Comparativo | Superlativo | Afirmativo   | Afirmativo      | Afirmativo      | Afirmativo | Comparativo | Superlativo |            |
| Afirmativo | Comparativo | Superlativo | Masculino    | Feminino        | Neutro          | Plural     | Comparativo | Superlativo |            |
| ---------- | ----------- | ----------- | ------------ | --------------- | --------------- | ---------- | ----------- | ----------- | ---------- |
| Bokmål     | verde       | mais verde  | o mais verde | grønn           | grønn           | grønt      | grønne      | grønnere    | grønnest   |
| Bokmål     | pene        | penere      | peneste      | pen             | pen             | pent       | pene        | penere      | penest     |
| Bokmål     | stjålne     | -           | -            | stjålet/stjålen | stjålet/stjålen | stjålet    | stjålne     | -           | -          |
| Nynorsk    | grøne       | grønare     | grønaste     | grøn            | grøn            | grønt      | grøne       | grønare     | grønast    |
| Nynorsk    | pene        | penare      | penaste      | pen             | pen             | pent       | pene        | penare      | penast     |
| Nynorsk    | stolne      | -           | -            | stolen          | stolen          | stole      | stolne      | -           | -          |
| Português  | green       | greener     | greenest     | verde           | verde           | verde      | verde       | greener     | greenest   |
| Português  | pretty      | prettier    | prettiest    | bonito          | bonito          | bonito     | bonito      | prettier    | prettiest  |
| Português  | stolen      | -           | -            | roubado         | roubado         | roubado    | roubado     | -           | -          |

Na maioria dos dialetos, alguns particípios verbais usados como adjetivos têm uma forma separada nos usos definido e plural,  e às vezes também no singular masculino-feminino. Em alguns dialetos do sudoeste, o adjetivo definido também é declinado em gênero e número, com uma forma para feminino e plural e uma forma para masculino e neutro.

#### Adjetivo atributivo

##### Inflexão definida
Em norueguês, um substantivo definido tem um artigo definido com sufixo (cf. acima) comparado ao inglês, que em geral usa a palavra separada  the  para indicar o mesmo. No entanto, quando um substantivo definido é precedido por um adjetivo, o adjetivo também recebe uma inflexão definida, mostrada na tabela de inflexões acima. Há também outro marcador definido  den  que deve concordar em gênero com o substantivo quando o substantivo definido é acompanhado por um adjetivo. Ele vem antes do adjetivo e tem as seguintes formas
| Masculino | Feminino | Neutro | Plural |
| --------- | -------- | ------ | ------ |
| Den       | Den      | Det    | De     |

Exemplos de inflexão afirmativa definida de adjetivos (Bokmål):
* Den stjålne bilen (O carro roubado)
- Den pene jenta (A menina bpnita)
- Det grønne eplet (A maçã verde)
- De stjålne bilene (Os carros stolen)

Se o adjetivo for descartado completamente, o significado do artigo anterior antes do substantivo muda, conforme mostrado neste exemplo.
Exemplos (Bokmål):
- Den bilen (aquele carro)
- Den jenta (aquela menina)
- Det eplet (aquela maçã)
- De bilene (aqueles carros)

Exemplos of definido comparative and superlative inflection of adjectives (Bokmål):
- Det grønnere eplet (a maçã mais verder)
- Det grønneste eplet (a maçã mais verde (de todas))

Definitividade também é sinalizada usando pronomes possessivos ou qualquer uso de um substantivo em sua forma genitiva em Nynorsk ou Bokmål: mitt grønne hus ("minha casa verde"),  min grønne bil  ("meu carro Definitividade também é sinalizada usando pronomes possessivos ou qualquer uso de um substantivo em sua forma genitiva em Nynorsk ou Bokmål:  mitt grønne hus  ("minha casa verde"),  min grønne bil  ("meu carro verde"),  mitt tilbaketrukne tannkjøtt  (" minhas gengivas arrancadas "),  presidentens gamle hus  (" a antiga casa do presidente " ").

##### Inflexão Indefinida
Exemplos (Bokmål):
* En grønn bil (A green carro)
- Ei pen jente (A bela menina)
- Et grønt eple (A verde maçã)
- Flere grønne biler (Muitos verdes carros)

Exemplos of comparative and superlative inflections em Bokmål: "en grønnere bil" (a greener car), "grønnest bil" (greenest car).

#### Adjetivo predicativo
Também há concordância predicativa dos adjetivos em todos os dialetos do norueguês e nas línguas escritas, ao contrário de línguas relacionadas como alemão e holandês. Esta característica do concordância no predicativo é compartilhada entre as línguas escandinavas. Adjetivos predicativos não flexionam para definitividade ao contrário dos adjetivos atribuidos.
Isso significa que os substantivos terão que concordar com o adjetivo quando houver um verbo de ligação envolvido, como em Bokmål: «være» (ser), «bli» (tornar-se), «ser ut »(parece),« kjennes »(sentir-se como) etc. 
|           | Norueguês (bokmål)   | Português                 |
| --------- | -------------------- | ------------------------- |
| Masculino | Bilen var grønn      | O carro era verde         |
| Feminino  | Døra er grønn        | A porta é verde           |
| Neutro    | Flagget er grønt     | A bandeira é verde        |
| Plural    | Blåbærene blir store | Os mirtilos serão grandes |

### Verbos
Os verbos norueguêses não são conjugados para essoa gramatical nem para número gramaticalnem ao contrário dda maioria das  línguas européias, embora alguns dialetos  sejam conjugados por número. Os verbos noruegueses são conjugados principalmente de acordo com três modos, indicativo, imperativo e subjuntivo, embora o subjuntivo tenha caído amplamente fora de uso e é encontrado principalmente em algumas expressions.expressions. O imperativo é formado pela remoção da última vogal da forma do verbo infinitivo, assim como nas outras línguas escandinavas.
Os verbos indicativos são conjugados para ao tempos presente / passado / futuro]. O presente e o passado também têm uma passiva para o infinitivo.
Existem quatro formas de verbo não finito: [infinitiva, passiva infinitivo e os dois particípios: perfeito / particípio passado e imperfeito / particípio presente.
Os particípios são adjetivos verbais. O particípio imperfeito não é declinado, enquanto o particípio perfeito é declinado para gênero (embora não em Bokmål) e número como adjetivos fortes e afirmativos. A forma definida do particípio é idêntica à forma plural.
Como em outras línguas germânicas, os verbos noruegueses podem ser divididos em duas classes de conjugação; fracod e fortes.
|                 | Finitas         | Finitas                     | Finitas         | Finitas              | Infinitiivas                    | Infinitiivas                    | Infinitiivas                    | Infinitiivas                    | Infinitiivas                    | Infinitiivas |
| Modo indicativo | Modo indicativo | rowspan="3" Modo subjuntivo | Modo imperativo | Substantivos verbais | Adjetivos verbais (Particípios) | Adjetivos verbais (Particípios) | Adjetivos verbais (Particípios) | Adjetivos verbais (Particípios) | Adjetivos verbais (Particípios) |              |
| Presente        | Passado         | Infinitivo                  | Modo imperativo | Imperfeito           | Perfeito                        | Perfeito                        | Perfeito                        | Perfeito                        |                                 |              |
| Presente        | Passado         | Infinitivo                  | Modo imperativo | Imperfeito           | Masculino                       | Feminino                        | Neutro                          | Plural/Def                      |                                 |              |
| --------------- | --------------- | --------------------------- | --------------- | -------------------- | ------------------------------- | ------------------------------- | ------------------------------- | ------------------------------- | ------------------------------- | ------------ |
| Voz ativa       | lever           | levde                       | leve            | lev                  | leva                            | levande                         | levd                            | levd                            | levt                            | levde        |
| Voz ativa       | finn            | fann                        |                 | finn                 | finna                           | (har) funne                     | funnen                          | funnen                          | funne                           | funne        |
| Voz passiva     | levest          | levdest                     |                 |                      | levast                          |                                 |                                 |                                 |                                 |              |
| Voz passiva     | finst           | fanst                       |                 |                      | finnast                         | (har) funnest                   |                                 |                                 |                                 |              |

| Voz ativa   | lever        | levde/ levet | leve | lev  | leve   | levende      | levd   | levde/ levet |
| Voz ativa   | finner       | fant         |      | finn | finne  | (har) funnet | funnet | funne        |
| Voz passiva | leves        | levdes       |      |      | leves  |              |        |              |
| Voz passiva | fins/ finnes | fantes       |      |      | finnes | (har funnes) |        |              |

#### Verbos ergativos
Há verbos ergativos em Bokmål e em Nynorsk,mål e em Nynorsk, onde há dois padrões de conjugação diferentes, dependendo do verbo ter um objeto ou não, em Bokmål, existem apenas duas conjugações diferentes para o pretérito para os verbos fortes, enquanto Nynorsk tem conjugações diferentes para todos os tempos, como o sueco e a maioria dos dialetos noruegueses. Alguns verbos fracos também são ergativos e diferenciados para todos os tempos, tanto em Bokmål quanto em Nynorsk, como "ligge" / "legge", que significma ambos deitar, mas "ligge" não pega um objeto enquanto "legge" exige um objeto. «Legge» corresponde ao verbo em inglês «lay», enquanto «ligge» corresponde ao verbo em inglês «lie». No entanto, existem muitos verbos que não têm essa tradução direta para verbos em inglês.
erbos em inglês.
| Norueguês Bokmål   | Português            |
| ------------------ | -------------------- |
| Nøtta knakk        | A noz quebrada       |
| Jeg knekte nøtta   | Eu quebrei a noz     |
| Jeg ligger         | Eu estou me deitando |
| Jeg legger det ned | Eu o deitei          |

### Pronomes
Os pronomes pessoais noruegueses são declinados de acordo com caso gramatica]: Nominstivo e Acusativo. Como ocorre em inglês, os pronomes em Bokmål e Nynorsk são a única classe que tem declinação de caso. Alguns dos dialetos que preservaram o caso dativo em substantivos também têm um caso dativo em vez do acusativo em pronomes pessoais, enquanto outros têm em pronomes acusativos e dativo em substantivos, efetivamente dando a esses dialetos três distintos casos.
Na gramática norueguesa mais abrangente, [Norsk referansegrammatikk, a categorização de pronomes pessoais por pessoa gramatical,  gênero e número] não é considerada como inflexão. Pronomes são uma classe fechada.
| Sujeito                               | Objeto                                            | Possessivo                 |
| ------------------------------------- | ------------------------------------------------- | -------------------------- |
| jeg (eu)                              | meg (me, mim)                                     | min, mi, mitt (meu, minha) |
| du (tu)                               | deg (te. ti)                                      | din, di, ditt (teu, tua)   |
| han (ele) hun (ela) det, den (neutro) | ham/han (o, a) henne (seu, sua) det, den (neutro) | hans (dele) hennes (dela)  |
| vi (nós)                              | oss (nos)                                         | vår, vårt (nosso, nossa)   |
| dere (vós, vocês)                     | dere (vós, vocês)                                 | deres (vós, vocês          |
| de (eles.elas)                        | dem (os, as)                                      | deres (deles, delas)       |

| Sujeito                                    | Objeto                                                    | Possessivo                    |
| ------------------------------------------ | --------------------------------------------------------- | ----------------------------- |
| eg (Eu)                                    | meg (meu)                                                 | min, mi, mitt (meu, minha)    |
| du (tu)                                    | deg (você)                                                | din, di, ditt (te, ti)        |
| han (ele/ela) ho (ela/neutro) det (neutro) | han (o, neutro) henne/ho (dela, neutro) det (ela, neutro) | hans (dele) hennar (dela)     |
| vi/me (nós)                                | oss (nos)                                                 | vår, vårt (nosso, nossa)      |
| de/dokker (eles, elas, vocês)              | dykk/dokker (Vocês, eles, elas)                           | dykkar/dokkar (seu, de vocês) |
| dei (eles)                                 | dei (se, lhes)                                            | deira deles, delas)           |

As palavras para «o meu (a minha)», «o teu (a tua)» etc. dependem do gênero do substantivo que descreve. Assim como os adjetivos, eles têm que concordar em gênero com o substantivo.
Bokmål tem dois conjuntos de pronomes da 3ª pessoa. Han e Hun referem-se a indivíduos masculinos e femininos, respectivamente, den e det referem-se a substantivos impessoais ou inanimados, de gênero masculino / feminino ou gênero neutro, respectivamente. Por outro lado, Nynorsk e a maioria dos dialetos usam o mesmo conjunto de pronomes han (ele), ho (ela) e det (it) para referências pessoais e impessoais, assim como em [ [Língua alemã| alemão[7]
|            | Definido    | Definido    | Definido   | Indefinido | Indefinido | Indefinido | Indefinido  | Indefinido  | Indefinido |
| Afirmativo | Comparativo | Superlativo | Afirmativo | Afirmativo | Afirmativo | Afirmativo | Comparativo | Superlativo |            |
| Afirmativo | Comparativo | Superlativo | Masculino  | Feminino   | Neutro     | Plural     | Comparativo | Superlativo |            |
| ---------- | ----------- | ----------- | ---------- | ---------- | ---------- | ---------- | ----------- | ----------- | ---------- |
| Bokmål     | -e          | -ere        | -este      | -          | -          | -t         | -e          | -ere        | -est       |
| Nynorsk    | -e          | -are        | -aste      | -          | -          | -t         | -e          | -are        | -ast       |

Adjetivos de predicado seguem apenas a tabela de inflexão indefinida. Ao contrário de adjetivos atribuídos, esses não são flexionados para definitividade. 
|            | Definido    | Definido    | Definido     | Indefinido      | Indefinido      | Indefinido | Indefinido  | Indefinido  | Indefinido |
| Afirmativo | Comparativo | Superlativo | Afirmativo   | Afirmativo      | Afirmativo      | Afirmativo | Comparativo | Superlativo |            |
| Afirmativo | Comparativo | Superlativo | Masculino    | Feminino        | Neutro          | Plural     | Comparativo | Superlativo |            |
| ---------- | ----------- | ----------- | ------------ | --------------- | --------------- | ---------- | ----------- | ----------- | ---------- |
| Bokmål     | verde       | mais verde  | o mais verde | grønn           | grønn           | grønt      | grønne      | grønnere    | grønnest   |
| Bokmål     | pene        | penere      | peneste      | pen             | pen             | pent       | pene        | penere      | penest     |
| Bokmål     | stjålne     | -           | -            | stjålet/stjålen | stjålet/stjålen | stjålet    | stjålne     | -           | -          |
| Nynorsk    | grøne       | grønare     | grønaste     | grøn            | grøn            | grønt      | grøne       | grønare     | grønast    |
| Nynorsk    | pene        | penare      | penaste      | pen             | pen             | pent       | pene        | penare      | penast     |
| Nynorsk    | stolne      | -           | -            | stolen          | stolen          | stole      | stolne      | -           | -          |
| Português  | green       | greener     | greenest     | verde           | verde           | verde      | verde       | greener     | greenest   |
| Português  | pretty      | prettier    | prettiest    | bonito          | bonito          | bonito     | bonito      | prettier    | prettiest  |
| Português  | stolen      | -           | -            | roubado         | roubado         | roubado    | roubado     | -           | -          |

Na maioria dos dialetos, alguns particípios verbais usados como adjetivos têm uma forma separada nos usos definido e plural,  e às vezes também no singular masculino-feminino. Em alguns dialetos do sudoeste, o adjetivo definido também é declinado em gênero e número, com uma forma para feminino e plural e uma forma para masculino e neutro.

#### Adjetivo atributivo

##### Inflexão definida
Em norueguês, um substantivo definido tem um artigo definido com sufixo (cf. acima) comparado ao inglês, que em geral usa a palavra separada  the  para indicar o mesmo. No entanto, quando um substantivo definido é precedido por um adjetivo, o adjetivo também recebe uma inflexão definida, mostrada na tabela de inflexões acima. Há também outro marcador definido  den  que deve concordar em gênero com o substantivo quando o substantivo definido é acompanhado por um adjetivo. Ele vem antes do adjetivo e tem as seguintes formas
| Masculino | Feminino | Neutro | Plural |
| --------- | -------- | ------ | ------ |
| Den       | Den      | Det    | De     |

Exemplos de inflexão afirmativa definida de adjetivos (Bokmål):
* Den stjålne bilen (O carro roubado)
- Den pene jenta (A menina bpnita)
- Det grønne eplet (A maçã verde)
- De stjålne bilene (Os carros stolen)

Se o adjetivo for descartado completamente, o significado do artigo anterior antes do substantivo muda, conforme mostrado neste exemplo.
Exemplos (Bokmål):
- Den bilen (aquele carro)
- Den jenta (aquela menina)
- Det eplet (aquela maçã)
- De bilene (aqueles carros)

Exemplos of definido comparative and superlative inflection of adjectives (Bokmål):
- Det grønnere eplet (a maçã mais verder)
- Det grønneste eplet (a maçã mais verde (de todas))

Definitividade também é sinalizada usando pronomes possessivos ou qualquer uso de um substantivo em sua forma genitiva em Nynorsk ou Bokmål: mitt grønne hus ("minha casa verde"),  min grønne bil  ("meu carro Definitividade também é sinalizada usando pronomes possessivos ou qualquer uso de um substantivo em sua forma genitiva em Nynorsk ou Bokmål:  mitt grønne hus  ("minha casa verde"),  min grønne bil  ("meu carro verde"),  mitt tilbaketrukne tannkjøtt  (" minhas gengivas arrancadas "),  presidentens gamle hus  (" a antiga casa do presidente " ").

##### Inflexão Indefinida
Exemplos (Bokmål):
* En grønn bil (A green carro)
- Ei pen jente (A bela menina)
- Et grønt eple (A verde maçã)
- Flere grønne biler (Muitos verdes carros)

Exemplos of comparative and superlative inflections em Bokmål: "en grønnere bil" (a greener car), "grønnest bil" (greenest car).

#### Adjetivo predicativo
Também há concordância predicativa dos adjetivos em todos os dialetos do norueguês e nas línguas escritas, ao contrário de línguas relacionadas como alemão e holandês. Esta característica do concordância no predicativo é compartilhada entre as línguas escandinavas. Adjetivos predicativos não flexionam para definitividade ao contrário dos adjetivos atribuidos.
Isso significa que os substantivos terão que concordar com o adjetivo quando houver um verbo de ligação envolvido, como em Bokmål: «være» (ser), «bli» (tornar-se), «ser ut »(parece),« kjennes »(sentir-se como) etc. 
|           | Norueguês (bokmål)   | Português                 |
| --------- | -------------------- | ------------------------- |
| Masculino | Bilen var grønn      | O carro era verde         |
| Feminino  | Døra er grønn        | A porta é verde           |
| Neutro    | Flagget er grønt     | A bandeira é verde        |
| Plural    | Blåbærene blir store | Os mirtilos serão grandes |

### Verbos
Os verbos norueguêses não são conjugados para essoa gramatical nem para número gramaticalnem ao contrário dda maioria das  línguas européias, embora alguns dialetos  sejam conjugados por número. Os verbos noruegueses são conjugados principalmente de acordo com três modos, indicativo, imperativo e subjuntivo, embora o subjuntivo tenha caído amplamente fora de uso e é encontrado principalmente em algumas expressions.expressions. O imperativo é formado pela remoção da última vogal da forma do verbo infinitivo, assim como nas outras línguas escandinavas.
Os verbos indicativos são conjugados para ao tempos presente / passado / futuro]. O presente e o passado também têm uma passiva para o infinitivo.
Existem quatro formas de verbo não finito: [infinitiva, passiva infinitivo e os dois particípios: perfeito / particípio passado e imperfeito / particípio presente.
Os particípios são adjetivos verbais. O particípio imperfeito não é declinado, enquanto o particípio perfeito é declinado para gênero (embora não em Bokmål) e número como adjetivos fortes e afirmativos. A forma definida do particípio é idêntica à forma plural.
Como em outras línguas germânicas, os verbos noruegueses podem ser divididos em duas classes de conjugação; fracod e fortes.
|                 | Finitas         | Finitas                     | Finitas         | Finitas              | Infinitiivas                    | Infinitiivas                    | Infinitiivas                    | Infinitiivas                    | Infinitiivas                    | Infinitiivas |
| Modo indicativo | Modo indicativo | rowspan="3" Modo subjuntivo | Modo imperativo | Substantivos verbais | Adjetivos verbais (Particípios) | Adjetivos verbais (Particípios) | Adjetivos verbais (Particípios) | Adjetivos verbais (Particípios) | Adjetivos verbais (Particípios) |              |
| Presente        | Passado         | Infinitivo                  | Modo imperativo | Imperfeito           | Perfeito                        | Perfeito                        | Perfeito                        | Perfeito                        |                                 |              |
| Presente        | Passado         | Infinitivo                  | Modo imperativo | Imperfeito           | Masculino                       | Feminino                        | Neutro                          | Plural/Def                      |                                 |              |
| --------------- | --------------- | --------------------------- | --------------- | -------------------- | ------------------------------- | ------------------------------- | ------------------------------- | ------------------------------- | ------------------------------- | ------------ |
| Voz ativa       | lever           | levde                       | leve            | lev                  | leva                            | levande                         | levd                            | levd                            | levt                            | levde        |
| Voz ativa       | finn            | fann                        |                 | finn                 | finna                           | (har) funne                     | funnen                          | funnen                          | funne                           | funne        |
| Voz passiva     | levest          | levdest                     |                 |                      | levast                          |                                 |                                 |                                 |                                 |              |
| Voz passiva     | finst           | fanst                       |                 |                      | finnast                         | (har) funnest                   |                                 |                                 |                                 |              |

| Voz ativa   | lever        | levde/ levet | leve | lev  | leve   | levende      | levd   | levde/ levet |
| Voz ativa   | finner       | fant         |      | finn | finne  | (har) funnet | funnet | funne        |
| Voz passiva | leves        | levdes       |      |      | leves  |              |        |              |
| Voz passiva | fins/ finnes | fantes       |      |      | finnes | (har funnes) |        |              |

#### Verbos ergativos
Há verbos ergativos em Bokmål e em Nynorsk,mål e em Nynorsk, onde há dois padrões de conjugação diferentes, dependendo do verbo ter um objeto ou não, em Bokmål, existem apenas duas conjugações diferentes para o pretérito para os verbos fortes, enquanto Nynorsk tem conjugações diferentes para todos os tempos, como o sueco e a maioria dos dialetos noruegueses. Alguns verbos fracos também são ergativos e diferenciados para todos os tempos, tanto em Bokmål quanto em Nynorsk, como "ligge" / "legge", que significma ambos deitar, mas "ligge" não pega um objeto enquanto "legge" exige um objeto. «Legge» corresponde ao verbo em inglês «lay», enquanto «ligge» corresponde ao verbo em inglês «lie». No entanto, existem muitos verbos que não têm essa tradução direta para verbos em inglês.
erbos em inglês.
| Norueguês Bokmål   | Português            |
| ------------------ | -------------------- |
| Nøtta knakk        | A noz quebrada       |
| Jeg knekte nøtta   | Eu quebrei a noz     |
| Jeg ligger         | Eu estou me deitando |
| Jeg legger det ned | Eu o deitei          |

### Pronomes
Os pronomes pessoais noruegueses são declinados de acordo com caso gramatica]: Nominstivo e Acusativo. Como ocorre em inglês, os pronomes em Bokmål e Nynorsk são a única classe que tem declinação de caso. Alguns dos dialetos que preservaram o caso dativo em substantivos também têm um caso dativo em vez do acusativo em pronomes pessoais, enquanto outros têm em pronomes acusativos e dativo em substantivos, efetivamente dando a esses dialetos três distintos casos.
Na gramática norueguesa mais abrangente, [Norsk referansegrammatikk, a categorização de pronomes pessoais por pessoa gramatical,  gênero e número] não é considerada como inflexão. Pronomes são uma classe fechada.
| Sujeito                               | Objeto                                            | Possessivo                 |
| ------------------------------------- | ------------------------------------------------- | -------------------------- |
| jeg (eu)                              | meg (me, mim)                                     | min, mi, mitt (meu, minha) |
| du (tu)                               | deg (te. ti)                                      | din, di, ditt (teu, tua)   |
| han (ele) hun (ela) det, den (neutro) | ham/han (o, a) henne (seu, sua) det, den (neutro) | hans (dele) hennes (dela)  |
| vi (nós)                              | oss (nos)                                         | vår, vårt (nosso, nossa)   |
| dere (vós, vocês)                     | dere (vós, vocês)                                 | deres (vós, vocês)         |
| de (eles.elas)                        | dem (os, as)                                      | deres (deles, delas)       |

| Sujeito                                    | Objeto                                                    | Possessivo                    |
| ------------------------------------------ | --------------------------------------------------------- | ----------------------------- |
| eg (Eu)                                    | meg (meu)                                                 | min, mi, mitt (meu, minha)    |
| du (tu)                                    | deg (você)                                                | din, di, ditt (te, ti)        |
| han (ele/ela) ho (ela/neutro) det (neutro) | han (o, neutro) henne/ho (dela, neutro) det (ela, neutro) | hans (dele) hennar (dela)     |
| vi/me (nós)                                | oss (nos)                                                 | vår, vårt (nosso, nossa)      |
| de/dokker (eles, elas, vocês)              | dykk/dokker (Vocês, eles, elas)                           | dykkar/dokkar (seu, de vocês) |
| dei (eles)                                 | dei (se, lhes)                                            | deira deles, delas)           |

As palavras para «o meu (a minha)», «o teu (a tua)» etc. dependem do gênero do substantivo que descreve. Assim como os adjetivos, eles têm que concordar em gênero com o substantivo.
Bokmål tem dois conjuntos de pronomes da 3ª pessoa. Han e Hun referem-se a indivíduos masculinos e femininos, respectivamente, den e det referem-se a substantivos impessoais ou inanimados, de gênero masculino / feminino ou gênero neutro, respectivamente. Por outro lado, Nynorsk e a maioria dos dialetos usam o mesmo conjunto de pronomes han (ele), ho (ela) e det (it) para referências pessoais e impessoais, assim como em [ [Língua alemã| alemão[7]
|            | Definido    | Definido    | Definido   | Indefinido | Indefinido | Indefinido | Indefinido  | Indefinido  | Indefinido |
| Afirmativo | Comparativo | Superlativo | Afirmativo | Afirmativo | Afirmativo | Afirmativo | Comparativo | Superlativo |            |
| Afirmativo | Comparativo | Superlativo | Masculino  | Feminino   | Neutro     | Plural     | Comparativo | Superlativo |            |
| ---------- | ----------- | ----------- | ---------- | ---------- | ---------- | ---------- | ----------- | ----------- | ---------- |
| Bokmål     | -e          | -ere        | -este      | -          | -          | -t         | -e          | -ere        | -est       |
| Nynorsk    | -e          | -are        | -aste      | -          | -          | -t         | -e          | -are        | -ast       |

Adjetivos de predicado seguem apenas a tabela de inflexão indefinida. Ao contrário de adjetivos atribuídos, esses não são flexionados para definitividade. 
|            | Definido    | Definido        | Definido      | Indefinido      | Indefinido      | Indefinido | Indefinido  | Indefinido      | Indefinido    |
| Afirmativo | Comparativo | Superlativo     | Afirmativo    | Afirmativo      | Afirmativo      | Afirmativo | Comparativo | Superlativo     |               |
| Afirmativo | Comparativo | Superlativo     | Masculino     | Feminino        | Neutro          | Plural     | Comparativo | Superlativo     |               |
| ---------- | ----------- | --------------- | ------------- | --------------- | --------------- | ---------- | ----------- | --------------- | ------------- |
| Bokmål     | verde       | mais verde      | o mais verde  | grønn           | grønn           | grønt      | grønne      | grønnere        | grønnest      |
| Bokmål     | pene        | penere          | peneste       | pen             | pen             | pent       | pene        | penere          | penest        |
| Bokmål     | stjålne     | -               | -             | stjålet/stjålen | stjålet/stjålen | stjålet    | stjålne     | -               | -             |
| Nynorsk    | grøne       | grønare         | grønaste      | grøn            | grøn            | grønt      | grøne       | grønare         | grønast       |
| Nynorsk    | pene        | penare          | penaste       | pen             | pen             | pent       | pene        | penare          | penast        |
| Nynorsk    | stolne      | -               | -             | stolen          | stolen          | stole      | stolne      | -               | -             |
| Português  | verde       | mais verde que  | o mais verde  | verde           | verde           | verde      | verde       | mais verde que  | o mais verde  |
| Português  | bonito      | mais bonito que | o mais bonito | bonito          | bonito          | bonito     | bonito      | mais bonito que | o mais bonito |
| Português  | roubado     | -               | -             | roubado         | roubado         | roubado    | roubado     | -               | -             |

Na maioria dos dialetos, alguns particípios verbais usados como adjetivos têm uma forma separada nos usos definido e plural,  e às vezes também no singular masculino-feminino. Em alguns dialetos do sudoeste, o adjetivo definido também é declinado em gênero e número, com uma forma para feminino e plural e uma forma para masculino e neutro.

#### Adjetivo atributivo

##### Inflexão definida
Em norueguês, um substantivo definido tem um artigo definido com sufixo (cf. acima) comparado ao inglês, que em geral usa a palavra separada  the  para indicar o mesmo. No entanto, quando um substantivo definido é precedido por um adjetivo, o adjetivo também recebe uma inflexão definida, mostrada na tabela de inflexões acima. Há também outro marcador definido  den  que deve concordar em gênero com o substantivo quando o substantivo definido é acompanhado por um adjetivo. Ele vem antes do adjetivo e tem as seguintes formas
| Masculino | Feminino | Neutro | Plural |
| --------- | -------- | ------ | ------ |
| Den       | Den      | Det    | De     |

Exemplos de inflexão afirmativa definida de adjetivos (Bokmål):
* Den stjålne bilen (O carro roubado)
- Den pene jenta (A menina bonita)
- Det grønne eplet (A maçã verde)
- De stjålne bilene (Os carros roubados)

Se o adjetivo for descartado completamente, o significado do artigo anterior antes do substantivo muda, conforme mostrado neste exemplo.
Exemplos (Bokmål):
- Den bilen (aquele carro)
- Den jenta (aquela menina)
- Det eplet (aquela maçã)
- De bilene (aqueles carros)

Exemplos of definido comparative and superlative inflection of adjectives (Bokmål):
- Det grønnere eplet (a maçã mais verder)
- Det grønneste eplet (a maçã mais verde (de todas))

Definitividade também é sinalizada usando pronomes possessivos ou qualquer uso de um substantivo em sua forma genitiva em Nynorsk ou Bokmål: mitt grønne hus ("minha casa verde"),  min grønne bil  ("meu carro Definitividade também é sinalizada usando pronomes possessivos ou qualquer uso de um substantivo em sua forma genitiva em Nynorsk ou Bokmål:  mitt grønne hus  ("minha casa verde"),  min grønne bil  ("meu carro verde"),  mitt tilbaketrukne tannkjøtt  (" minhas gengivas arrancadas "),  presidentens gamle hus  (" a antiga casa do presidente " ").

##### Inflexão Indefinida
Exemplos (Bokmål):
* En grønn bil (A green carro)
- Ei pen jente (A bela menina)
- Et grønt eple (A verde maçã)
- Flere grønne biler (Muitos verdes carros)

Exemplos of comparative and superlative inflections em Bokmål: "en grønnere bil" (a greener car), "grønnest bil" (greenest car).

#### Adjetivo predicativo
Também há concordância predicativa dos adjetivos em todos os dialetos do norueguês e nas línguas escritas, ao contrário de línguas relacionadas como alemão e holandês. Esta característica do concordância no predicativo é compartilhada entre as línguas escandinavas. Adjetivos predicativos não flexionam para definitividade ao contrário dos adjetivos atribuidos.
Isso significa que os substantivos terão que concordar com o adjetivo quando houver um verbo de ligação envolvido, como em Bokmål: «være» (ser), «bli» (tornar-se), «ser ut »(parece),« kjennes »(sentir-se como) etc. 
|           | Norueguês (bokmål)   | Português                 |
| --------- | -------------------- | ------------------------- |
| Masculino | Bilen var grønn      | O carro era verde         |
| Feminino  | Døra er grønn        | A porta é verde           |
| Neutro    | Flagget er grønt     | A bandeira é verde        |
| Plural    | Blåbærene blir store | Os mirtilos serão grandes |

### Verbos
Os verbos norueguêses não são conjugados para essoa gramatical nem para número gramaticalnem ao contrário dda maioria das  línguas européias, embora alguns dialetos  sejam conjugados por número. Os verbos noruegueses são conjugados principalmente de acordo com três modos, indicativo, imperativo e subjuntivo, embora o subjuntivo tenha caído amplamente fora de uso e é encontrado principalmente em algumas expressions.expressions. O imperativo é formado pela remoção da última vogal da forma do verbo infinitivo, assim como nas outras línguas escandinavas.
Os verbos indicativos são conjugados para ao tempos presente / passado / futuro]. O presente e o passado também têm uma passiva para o infinitivo.
Existem quatro formas de verbo não finito: [infinitiva, passiva infinitivo e os dois particípios: perfeito / particípio passado e imperfeito / particípio presente.
Os particípios são adjetivos verbais. O particípio imperfeito não é declinado, enquanto o particípio perfeito é declinado para gênero (embora não em Bokmål) e número como adjetivos fortes e afirmativos. A forma definida do particípio é idêntica à forma plural.
Como em outras línguas germânicas, os verbos noruegueses podem ser divididos em duas classes de conjugação; fracod e fortes.
|                 | Finitas         | Finitas                     | Finitas         | Finitas              | Infinitiivas                    | Infinitiivas                    | Infinitiivas                    | Infinitiivas                    | Infinitiivas                    | Infinitiivas |
| Modo indicativo | Modo indicativo | rowspan="3" Modo subjuntivo | Modo imperativo | Substantivos verbais | Adjetivos verbais (Particípios) | Adjetivos verbais (Particípios) | Adjetivos verbais (Particípios) | Adjetivos verbais (Particípios) | Adjetivos verbais (Particípios) |              |
| Presente        | Passado         | Infinitivo                  | Modo imperativo | Imperfeito           | Perfeito                        | Perfeito                        | Perfeito                        | Perfeito                        |                                 |              |
| Presente        | Passado         | Infinitivo                  | Modo imperativo | Imperfeito           | Masculino                       | Feminino                        | Neutro                          | Plural/Def                      |                                 |              |
| --------------- | --------------- | --------------------------- | --------------- | -------------------- | ------------------------------- | ------------------------------- | ------------------------------- | ------------------------------- | ------------------------------- | ------------ |
| Voz ativa       | lever           | levde                       | leve            | lev                  | leva                            | levande                         | levd                            | levd                            | levt                            | levde        |
| Voz ativa       | finn            | fann                        |                 | finn                 | finna                           | (har) funne                     | funnen                          | funnen                          | funne                           | funne        |
| Voz passiva     | levest          | levdest                     |                 |                      | levast                          |                                 |                                 |                                 |                                 |              |
| Voz passiva     | finst           | fanst                       |                 |                      | finnast                         | (har) funnest                   |                                 |                                 |                                 |              |

| Voz ativa   | lever        | levde/ levet | leve | lev  | leve   | levende      | levd   | levde/ levet |
| Voz ativa   | finner       | fant         |      | finn | finne  | (har) funnet | funnet | funne        |
| Voz passiva | leves        | levdes       |      |      | leves  |              |        |              |
| Voz passiva | fins/ finnes | fantes       |      |      | finnes | (har funnes) |        |              |

#### Verbos ergativos
Há verbos ergativos em Bokmål e em Nynorsk,mål e em Nynorsk, onde há dois padrões de conjugação diferentes, dependendo do verbo ter um objeto ou não, em Bokmål, existem apenas duas conjugações diferentes para o pretérito para os verbos fortes, enquanto Nynorsk tem conjugações diferentes para todos os tempos, como o sueco e a maioria dos dialetos noruegueses. Alguns verbos fracos também são ergativos e diferenciados para todos os tempos, tanto em Bokmål quanto em Nynorsk, como "ligge" / "legge", que significma ambos deitar, mas "ligge" não pega um objeto enquanto "legge" exige um objeto. «Legge» corresponde ao verbo em inglês «lay», enquanto «ligge» corresponde ao verbo em inglês «lie». No entanto, existem muitos verbos que não têm essa tradução direta para verbos em inglês.
erbos em inglês.
| Norueguês Bokmål   | Português            |
| ------------------ | -------------------- |
| Nøtta knakk        | A noz quebrada       |
| Jeg knekte nøtta   | Eu quebrei a noz     |
| Jeg ligger         | Eu estou me deitando |
| Jeg legger det ned | Eu o deitei          |

### Pronomes
Os pronomes pessoais noruegueses são declinados de acordo com caso gramatica]: Nominstivo e Acusativo. Como ocorre em inglês, os pronomes em Bokmål e Nynorsk são a única classe que tem declinação de caso. Alguns dos dialetos que preservaram o caso dativo em substantivos também têm um caso dativo em vez do acusativo em pronomes pessoais, enquanto outros têm em pronomes acusativos e dativo em substantivos, efetivamente dando a esses dialetos três distintos casos.
Na gramática norueguesa mais abrangente, [Norsk referansegrammatikk, a categorização de pronomes pessoais por pessoa gramatical,  gênero e número] não é considerada como inflexão. Pronomes são uma classe fechada.
| Sujeito                               | Objeto                                            | Possessivo                 |
| ------------------------------------- | ------------------------------------------------- | -------------------------- |
| jeg (eu)                              | meg (me, mim)                                     | min, mi, mitt (meu, minha) |
| du (tu)                               | deg (te. ti)                                      | din, di, ditt (teu, tua)   |
| han (ele) hun (ela) det, den (neutro) | ham/han (o, a) henne (seu, sua) det, den (neutro) | hans (dele) hennes (dela)  |
| vi (nós)                              | oss (nos)                                         | vår, vårt (nosso, nossa)   |
| dere (vós, vocês)                     | dere (vós, vocês)                                 | deres (vós, vocês          |
| de (eles.elas)                        | dem (os, as)                                      | deres (deles, delas)       |

| Sujeito                                    | Objeto                                                    | Possessivo                    |
| ------------------------------------------ | --------------------------------------------------------- | ----------------------------- |
| eg (Eu)                                    | meg (meu)                                                 | min, mi, mitt (meu, minha)    |
| du (tu)                                    | deg (você)                                                | din, di, ditt (te, ti)        |
| han (ele/ela) ho (ela/neutro) det (neutro) | han (o, neutro) henne/ho (dela, neutro) det (ela, neutro) | hans (dele) hennar (dela)     |
| vi/me (nós)                                | oss (nos)                                                 | vår, vårt (nosso, nossa)      |
| de/dokker (eles, elas, vocês)              | dykk/dokker (Vocês, eles, elas)                           | dykkar/dokkar (seu, de vocês) |
| dei (eles)                                 | dei (se, lhes)                                            | deira deles, delas)           |

As palavras para «o meu (a minha)», «o teu (a tua)» etc. dependem do gênero do substantivo que descreve. Assim como os adjetivos, eles têm que concordar em gênero com o substantivo.
Bokmål tem dois conjuntos de pronomes da 3ª pessoa. Han e Hun referem-se a indivíduos masculinos e femininos, respectivamente, den e det referem-se a substantivos impessoais ou inanimados, de gênero masculino / feminino ou gênero neutro, respectivamente. Por outro lado, Nynorsk e a maioria dos dialetos usam o mesmo conjunto de pronomes han (ele), ho (ela) e det (it) para referências pessoais e impessoais, assim como em [ [Língua alemã| alemão[7]
|            | Definido    | Definido    | Definido   | Indefinido | Indefinido | Indefinido | Indefinido  | Indefinido  | Indefinido |
| Afirmativo | Comparativo | Superlativo | Afirmativo | Afirmativo | Afirmativo | Afirmativo | Comparativo | Superlativo |            |
| Afirmativo | Comparativo | Superlativo | Masculino  | Feminino   | Neutro     | Plural     | Comparativo | Superlativo |            |
| ---------- | ----------- | ----------- | ---------- | ---------- | ---------- | ---------- | ----------- | ----------- | ---------- |
| Bokmål     | -e          | -ere        | -este      | -          | -          | -t         | -e          | -ere        | -est       |
| Nynorsk    | -e          | -are        | -aste      | -          | -          | -t         | -e          | -are        | -ast       |

Adjetivos de predicado seguem apenas a tabela de inflexão indefinida. Ao contrário de adjetivos atribuídos, esses não são flexionados para definitividade. 
|            | Definido    | Definido        | Definido      | Indefinido      | Indefinido      | Indefinido | Indefinido  | Indefinido      | Indefinido    |
| Afirmativo | Comparativo | Superlativo     | Afirmativo    | Afirmativo      | Afirmativo      | Afirmativo | Comparativo | Superlativo     |               |
| Afirmativo | Comparativo | Superlativo     | Masculino     | Feminino        | Neutro          | Plural     | Comparativo | Superlativo     |               |
| ---------- | ----------- | --------------- | ------------- | --------------- | --------------- | ---------- | ----------- | --------------- | ------------- |
| Bokmål     | verde       | mais verde      | o mais verde  | grønn           | grønn           | grønt      | grønne      | grønnere        | grønnest      |
| Bokmål     | pene        | penere          | peneste       | pen             | pen             | pent       | pene        | penere          | penest        |
| Bokmål     | stjålne     | -               | -             | stjålet/stjålen | stjålet/stjålen | stjålet    | stjålne     | -               | -             |
| Nynorsk    | grøne       | grønare         | grønaste      | grøn            | grøn            | grønt      | grøne       | grønare         | grønast       |
| Nynorsk    | pene        | penare          | penaste       | pen             | pen             | pent       | pene        | penare          | penast        |
| Nynorsk    | stolne      | -               | -             | stolen          | stolen          | stole      | stolne      | -               | -             |
| Português  | verde       | mais verde que  | o mais verde  | verde           | verde           | verde      | verde       | mais verde que  | o mais verde  |
| Português  | bonito      | mais bonito que | o mais bonito | bonito          | bonito          | bonito     | bonito      | mais bonito que | o mais bonito |
| Português  | roubado     | -               | -             | roubado         | roubado         | roubado    | roubado     | -               | -             |

Na maioria dos dialetos, alguns particípios verbais usados como adjetivos têm uma forma separada nos usos definido e plural,  e às vezes também no singular masculino-feminino. Em alguns dialetos do sudoeste, o adjetivo definido também é declinado em gênero e número, com uma forma para feminino e plural e uma forma para masculino e neutro.

#### Adjetivo atributivo

##### Inflexão definida
Em norueguês, um substantivo definido tem um artigo definido com sufixo (cf. acima) comparado ao inglês, que em geral usa a palavra separada  the  para indicar o mesmo. No entanto, quando um substantivo definido é precedido por um adjetivo, o adjetivo também recebe uma inflexão definida, mostrada na tabela de inflexões acima. Há também outro marcador definido  den  que deve concordar em gênero com o substantivo quando o substantivo definido é acompanhado por um adjetivo. Ele vem antes do adjetivo e tem as seguintes formas
| Masculino | Feminino | Neutro | Plural |
| --------- | -------- | ------ | ------ |
| Den       | Den      | Det    | De     |

Exemplos de inflexão afirmativa definida de adjetivos (Bokmål):
* Den stjålne bilen (O carro roubado)
- Den pene jenta (A menina bonita)
- Det grønne eplet (A maçã verde)
- De stjålne bilene (Os carros roubados)

Se o adjetivo for descartado completamente, o significado do artigo anterior antes do substantivo muda, conforme mostrado neste exemplo.
Exemplos (Bokmål):
- Den bilen (aquele carro)
- Den jenta (aquela menina)
- Det eplet (aquela maçã)
- De bilene (aqueles carros)

Exemplos of definido comparative and superlative inflection of adjectives (Bokmål):
- Det grønnere eplet (a maçã mais verder)
- Det grønneste eplet (a maçã mais verde (de todas))

Definitividade também é sinalizada usando pronomes possessivos ou qualquer uso de um substantivo em sua forma genitiva em Nynorsk ou Bokmål: mitt grønne hus ("minha casa verde"),  min grønne bil  ("meu carro Definitividade também é sinalizada usando pronomes possessivos ou qualquer uso de um substantivo em sua forma genitiva em Nynorsk ou Bokmål:  mitt grønne hus  ("minha casa verde"),  min grønne bil  ("meu carro verde"),  mitt tilbaketrukne tannkjøtt  (" minhas gengivas arrancadas "),  presidentens gamle hus  (" a antiga casa do presidente " ").

##### Inflexão Indefinida
Exemplos (Bokmål):
* En grønn bil (A green carro)
- Ei pen jente (A bela menina)
- Et grønt eple (A verde maçã)
- Flere grønne biler (Muitos verdes carros)

Exemplos of comparative and superlative inflections em Bokmål: "en grønnere bil" (a greener car), "grønnest bil" (greenest car).

#### Adjetivo predicativo
Também há concordância predicativa dos adjetivos em todos os dialetos do norueguês e nas línguas escritas, ao contrário de línguas relacionadas como alemão e holandês. Esta característica do concordância no predicativo é compartilhada entre as línguas escandinavas. Adjetivos predicativos não flexionam para definitividade ao contrário dos adjetivos atribuidos.
Isso significa que os substantivos terão que concordar com o adjetivo quando houver um verbo de ligação envolvido, como em Bokmål: «være» (ser), «bli» (tornar-se), «ser ut »(parece),« kjennes »(sentir-se como) etc. 
|           | Norueguês (bokmål)   | Português                 |
| --------- | -------------------- | ------------------------- |
| Masculino | Bilen var grønn      | O carro era verde         |
| Feminino  | Døra er grønn        | A porta é verde           |
| Neutro    | Flagget er grønt     | A bandeira é verde        |
| Plural    | Blåbærene blir store | Os mirtilos serão grandes |

### Verbos
Os verbos norueguêses não são conjugados para essoa gramatical nem para número gramaticalnem ao contrário dda maioria das  línguas européias, embora alguns dialetos  sejam conjugados por número. Os verbos noruegueses são conjugados principalmente de acordo com três modos, indicativo, imperativo e subjuntivo, embora o subjuntivo tenha caído amplamente fora de uso e é encontrado principalmente em algumas expressions.expressions. O imperativo é formado pela remoção da última vogal da forma do verbo infinitivo, assim como nas outras línguas escandinavas.
Os verbos indicativos são conjugados para ao tempos presente / passado / futuro]. O presente e o passado também têm uma passiva para o infinitivo.
Existem quatro formas de verbo não finito: [infinitiva, passiva infinitivo e os dois particípios: perfeito / particípio passado e imperfeito / particípio presente.
Os particípios são adjetivos verbais. O particípio imperfeito não é declinado, enquanto o particípio perfeito é declinado para gênero (embora não em Bokmål) e número como adjetivos fortes e afirmativos. A forma definida do particípio é idêntica à forma plural.
Como em outras línguas germânicas, os verbos noruegueses podem ser divididos em duas classes de conjugação; fracod e fortes.
|                 | Finitas         | Finitas                     | Finitas         | Finitas              | Infinitiivas                    | Infinitiivas                    | Infinitiivas                    | Infinitiivas                    | Infinitiivas                    | Infinitiivas |
| Modo indicativo | Modo indicativo | rowspan="3" Modo subjuntivo | Modo imperativo | Substantivos verbais | Adjetivos verbais (Particípios) | Adjetivos verbais (Particípios) | Adjetivos verbais (Particípios) | Adjetivos verbais (Particípios) | Adjetivos verbais (Particípios) |              |
| Presente        | Passado         | Infinitivo                  | Modo imperativo | Imperfeito           | Perfeito                        | Perfeito                        | Perfeito                        | Perfeito                        |                                 |              |
| Presente        | Passado         | Infinitivo                  | Modo imperativo | Imperfeito           | Masculino                       | Feminino                        | Neutro                          | Plural/Def                      |                                 |              |
| --------------- | --------------- | --------------------------- | --------------- | -------------------- | ------------------------------- | ------------------------------- | ------------------------------- | ------------------------------- | ------------------------------- | ------------ |
| Voz ativa       | lever           | levde                       | leve            | lev                  | leva                            | levande                         | levd                            | levd                            | levt                            | levde        |
| Voz ativa       | finn            | fann                        |                 | finn                 | finna                           | (har) funne                     | funnen                          | funnen                          | funne                           | funne        |
| Voz passiva     | levest          | levdest                     |                 |                      | levast                          |                                 |                                 |                                 |                                 |              |
| Voz passiva     | finst           | fanst                       |                 |                      | finnast                         | (har) funnest                   |                                 |                                 |                                 |              |

| Voz ativa   | lever        | levde/ levet | leve | lev  | leve   | levende      | levd   | levde/ levet |
| Voz ativa   | finner       | fant         |      | finn | finne  | (har) funnet | funnet | funne        |
| Voz passiva | leves        | levdes       |      |      | leves  |              |        |              |
| Voz passiva | fins/ finnes | fantes       |      |      | finnes | (har funnes) |        |              |

#### Verbos ergativos
Há verbos ergativos em Bokmål e em Nynorsk,mål e em Nynorsk, onde há dois padrões de conjugação diferentes, dependendo do verbo ter um objeto ou não, em Bokmål, existem apenas duas conjugações diferentes para o pretérito para os verbos fortes, enquanto Nynorsk tem conjugações diferentes para todos os tempos, como o sueco e a maioria dos dialetos noruegueses. Alguns verbos fracos também são ergativos e diferenciados para todos os tempos, tanto em Bokmål quanto em Nynorsk, como "ligge" / "legge", que significma ambos deitar, mas "ligge" não pega um objeto enquanto "legge" exige um objeto. «Legge» corresponde ao verbo em inglês «lay», enquanto «ligge» corresponde ao verbo em inglês «lie». No entanto, existem muitos verbos que não têm essa tradução direta para verbos em inglês.
erbos em inglês.
| Norueguês Bokmål   | Português            |
| ------------------ | -------------------- |
| Nøtta knakk        | A noz quebrada       |
| Jeg knekte nøtta   | Eu quebrei a noz     |
| Jeg ligger         | Eu estou me deitando |
| Jeg legger det ned | Eu o deitei          |

### Pronomes
Os pronomes pessoais noruegueses são declinados de acordo com caso gramatica]: Nominstivo e Acusativo. Como ocorre em inglês, os pronomes em Bokmål e Nynorsk são a única classe que tem declinação de caso. Alguns dos dialetos que preservaram o caso dativo em substantivos também têm um caso dativo em vez do acusativo em pronomes pessoais, enquanto outros têm em pronomes acusativos e dativo em substantivos, efetivamente dando a esses dialetos três distintos casos.
Na gramática norueguesa mais abrangente, [Norsk referansegrammatikk, a categorização de pronomes pessoais por pessoa gramatical,  gênero e número] não é considerada como inflexão. Pronomes são uma classe fechada.
| jeg (eu)                              | meg (me, mim)                                     | min, mi, mitt (meu, minha) |                |              |                      |
| du (tu)                               | deg (te. ti)                                      | din, di, ditt (teu, tua)   |                |              |                      |
| han (ele) hun (ela) det, den (neutro) | ham/han (o, a) henne (seu, sua) det, den (neutro) | hans (dele) hennes (dela)  |                |              |                      |
| vi (nós)                              | oss (nos)                                         | vår, vårt (nosso, nossa)   |                |              |                      |
| dere (vós, vocês)                     | dere (vós, vocês)                                 | - href="frase nominal"     | de (eles.elas) | dem (os, as) | deres (deles, delas) |

| Sujeito                                    | Objeto                                                    | Possessivo                    |
| ------------------------------------------ | --------------------------------------------------------- | ----------------------------- |
| eg (Eu)                                    | meg (meu)                                                 | min, mi, mitt (meu, minha)    |
| du (tu)                                    | deg (você)                                                | din, di, ditt (te, ti)        |
| han (ele/ela) ho (ela/neutro) det (neutro) | han (o, neutro) henne/ho (dela, neutro) det (ela, neutro) | hans (dele) hennar (dela)     |
| vi/me (nós)                                | oss (nos)                                                 | vår, vårt (nosso, nossa)      |
| de/dokker (eles, elas, vocês)              | dykk/dokker (Vocês, eles, elas)                           | dykkar/dokkar (seu, de vocês) |
| dei (eles)                                 | dei (se, lhes)                                            | deira deles, delas)           |

As palavras para «o meu (a minha)», «o teu (a tua)» etc. dependem do gênero do substantivo que descreve. Assim como os adjetivos, eles têm que concordar em gênero com o substantivo.
Bokmål tem dois conjuntos de pronomes da 3ª pessoa. Han e Hun referem-se a indivíduos masculinos e femininos, respectivamente, den e det referem-se a substantivos impessoais ou inanimados, de gênero masculino / feminino ou gênero neutro, respectivamente. Por outro lado, Nynorsk e a maioria dos dialetos usam o mesmo conjunto de pronomes han (ele), ho (ela) e det (it) para referências pessoais e impessoais, assim como em [ [Língua alemã| alemão,  slandês e língua nórdica antiga. Det também tem expletivo sintático e catafórico e usa como nos exemplos em inglês it rains e it era conhecido por todos que) ele viajou pelo mundo .
| Nynorsk                        | Bokmål                          | Inglês                               |
| ------------------------------ | ------------------------------- | ------------------------------------ |
| Kor er boka mi? Ho er her      | Hvor er boka mi? Den er her     | Onde está meu livro? ele está aqui   |
| Kor er bilen min? Han er her   | Hvor er bilen min? Den er her   | Onde está meu carro? It está aqui    |
| Kor er brevet mitt? Det er her | Hvor er brevet mitt? Det er her | Onde está minha carta? ela está aqui |

#### Ordenação dos possessivos
A ordenação de pronomes possessivos é um pouco mais livre do que em sueco ou dinamarquês. Quando não há adjetivo, a ordem das palavras mais comuns é aquela usada nos exemplos da tabela acima, onde o possessivo vem após o substantivo, enquanto o substantivo está em sua forma definida; «Boka mi» (meu livro). Se alguém deseja enfatizar o dono do substantivo, o pronome possessivo geralmente vem em primeiro lugar. Em Bokmål, no entanto, devido às suas origens dinamarquesas, pode-se optar por escrever sempre o primeiro possessivo «min bil» (meu carro), mas isso pode parecer muito formal. Alguns dialetos que foram muito influenciados pelo dinamarquês também fazem isso, alguns falantes em Bærum e Oslo Ocidental sempre podem usar essa ordem de palavras. Quando houver um adjetivo descrevendo o substantivo, o pronome possessivo sempre virá primeiro; «Min egen bil» (meu próprio carro).
| Norueguês (Bokmål/Nynorsk) | EnPortuguês                            |
| -------------------------- | -------------------------------------- |
| Det er mi bok!             | este é meu livro! (enfatizando o dono) |
| Kona mi er vakker          | Minha esposa é bela                    |

### Determinantes
As classes fechadas dos determinante noruegueses são declinadas em gênero e número em concordância com seus argumentos. Nem todos os determinantes são flexionados.
| Masculino  | Feminino  | Neutro    | Plural     |
| ---------- | --------- | --------- | ---------- |
| egen/eigen | egen/eiga | eget/eige | egne/eigne |

| Masculino | Feminino | Neutro | Plural |
| --------- | -------- | ------ | ------ |
| eigen     | eiga     | eige   | eigne  |

### Numerais
|         | 0    | 1            | 2  | 3   | 4    | 5   | 6    | 7       | 8    | 9  | 10 | 11     | 12   |
| ------- | ---- | ------------ | -- | --- | ---- | --- | ---- | ------- | ---- | -- | -- | ------ | ---- |
| Bokmål  | null | en, ei, et   | to | tre | fire | fem | seks | sju/syv | åtte | ni | ti | elleve | tolv |
| Nynorsk | null | ein, ei, eit | to | tre | fire | fem | seks | sju     | åtte | ni | ti | elleve | tolv |

|         | 13      | 14      | 15     | 16      | 17     | 18    | 19     |
| ------- | ------- | ------- | ------ | ------- | ------ | ----- | ------ |
| Bokmål  | tretten | fjorten | femten | seksten | sytten | atten | nitten |
| Nynorsk | tretten | fjorten | femten | seksten | sytten | atten | nitten |

### Classes de partículas
O norueguês tem cinco [classe fechadas sem inflexão, ou seja, categorias lexicais com função gramatical e um número finito de membros que não podem ser distinguidos por critérios morfológicos. Estes são interjeições, conjunções, subjunções, preposições  e advérbios. A inclusão de advérbios aqui requer que os advérbios tradicionais que são flexionados em comparação sejam classificados como adjetivos, como às vezes é feito.

### Advérbios
Os advérbios podem ser formados a partir de adjetivos em Norueguês. O português geralmente cria advérbios a partir de adjetivos pelo sufixo  mente , como o advérbio  maravilhosamente  do adjetivo maravilhoso. Por comparação, as línguas escandinavas geralmente formam advérbios de adjetivos da forma singular neutro gramatical]do adjetivo. Isso é verdade em geral para Bokmål e Nynorsk.
Exemplo (Bokmål):
- Han er  grusom  (Ele é  terrível )
- Det er  grusomt  (É terrível)
- Han er  grusomt  treig (Ele é  terrivelmente  lento)

Na terceira frase, "grusomt" é um advérbio. na primeira e na segunda frase  grusomt  e  grusom  são adjetivos e devem concordar no gênero gramatical com o substantivo.
Outro exemplo é o adjetivo  vakker  (bonito) que existe em Nynorsk e Bokmål e tem a forma neutro singular  vakkert .
Exemplo (Nynorsk):
- Ho er  vakker  (Ela é  bonita )
- Det er  vakkert  (É  bonito )
- Ho syng  vakkert  (Ela canta  lindamente)

### Palavras compostas
Em palavras compostas do Norueguês, a “cabeça (linguística)”, ou seja, a parte que determina a classe do termo composto, é a última parte. Se a palavra composta for construída a partir de muitos substantivos diferentes, o último substantivo no substantivo composto determinará o gênero desse substantivo composto. Somente a primeira parte tem tonocidade primária. Por exemplo, o composto  tenketank  (think tank) tem tonicidade primária na primeira sílaba e é um substantivo masculino, pois o substantivo «tank» é masculino.
Trata-se de algo que ocorre com frequência na língua alemã.
As palavras compostas são escritas juntas em norueguês, o que pode fazer com que as palavras se tornem muito longas, por exemplo   sannsynlighetsmaksimeringsestimator máxima verossimilhança estimada e   menneskerettighetsorganisasjoner organizações de direitos humanos. Outros exemplos são o título  høyesterettsjustitiarius  (juiz supremo da corte suprema, originalmente uma combinação de suprema corte e o título real, justiciado e a tradução  En midtsommernattsdrøm  para 'O sonho de uma noite de verão.
Se não forem escritas juntas, cada parte é lida naturalmente com estresse primário, e o significado do composto é perdido. Exemplos deste em inglês são a diferença entre uma casa verde e uma estufa ou um quadro negro e um quadro negro.
Isso às vezes é esquecido, ocasionalmente com resultados engraçados. Em vez de escrever, por exemplo,   lammekoteletter  (costeletas de cordeiro), as pessoas cometem o erro de escrever   lamme koteletter  (coxo ou paralisado , costeletas). A mensagem original pode até ser revertida, pois quando   røykfritt  (lit. "sem fumo" significa não fumar) se torna   røyk fritt  (fume livremente).
Outros exemplos incluem:
- Terrasse dør  ("Terraço morre") em vez de  Terrassedør  ("Porta do terraço")
- Tunfisk biter  ("morder atum", verbo) em vez de  Tunfiskbiter  ("pedaços de atum", substantivo)
- Smult ringer  ("chama de banha) em vez de  Smultringer  ("Donuts")
- Tyveri sikret  ("roubo garantido") em vez de  Tyverisikret  ("prova de roubo")
- Stekt kylling lever  ("Viver da de frango frito", verbo) em vez de  Stekt kyllinglever  ("Fígado de frango frito", substantivo)
- Smør brød  ("Pão com manteiga", verbo) em vez de  Smørbrød  ("Sanduíche")
- Klipp fisk  ("Peixe cortado", verbo) em vez de  Klippfisk  ("Bacalhau")
- På hytte taket  ("No cabana o telhado") em vez de  På hyttetaket  ("No telhado da cabana")
- Altfor Norge  ("Muito Noruega") em vez de "'Alt for Norge' '(" Tudo pela Noruega", o lema real da Noruega)

### Sintaxe
A sintaxe norueguesa é predominantemente Sujeito – Verbo – Objeto (SVO), com o sujeito da frase em primeiro lugar, verbo em segundo e o objeto depois. Porém, como muitas outras línguas germânicas, segue a ordem V2, o que significa que o verbo finito é invariavelmente o segundo elemento de uma frase. Por exemplo:
•Jeg spiser fisk i dag (Eu como peixe hoje)
•I dag spiser jeg fisk (Hoje, Eu como peixe)
•Jeg vil drikke kaffe i dag (Eu quero tomar café hoje)
•I dag vil jeg drikke kaffe (Hoje, Eu quero tomar café)
Independentemente de qual elemento é colocado em primeiro lugar, o verbo finito vem em segundo.
Os adjetivos atribuíveis sempre precedem o substantivo que eles modificam.